# NGC 5928
NGC 5928 est une galaxie lenticulaire située dans la constellation du Serpent. Sa vitesse par rapport au fond diffus cosmologique est de 4 603 ± 10 km/s, ce qui correspond à une distance de Hubble de 67,9 ± 4,8 Mpc (∼221 millions d'al). NGC 5928 a été découverte par l'astronome germano-britannique William Herschel en 1791.
NGC 5928 est possiblement une galaxie du champ, c'est-à-dire qu'elle n'appartient pas à un amas ou un groupe et qu'elle est donc gravitationnellement isolée.
À ce jour, deux mesures non basées sur le décalage vers le rouge (redshift) donnent une distance de 63,350 ± 5,728 Mpc (∼207 millions d'al), ce qui est à l'intérieur des valeurs de la distance de Hubble.